# Dixie Chicken
Dixie Chicken är ett musikalbum av Little Feat som lanserades i februari 1973 på Warner Bros. Records. Det var gruppens tredje studioalbum och det första med basisten Kenny Gradney som ersatte originalmedlemmen Roy Estrada. Bandet utökades med gitarristen Paul Barrere och slagverkaren Sam Clayton.
Albumet bröt med ljudbilden på gruppens två tidigare skivor då det är mer lugnt än dessa, och inspirerat av New Orleans-R&B. Skivans omslag illustrerades av Neon Park som designade omslagen till majoriteten av gruppens skivor.

## Låtlista
Lowell George sjunger om ej annat anges. Upphovsman inom parentes.
Sida ett:
1. "Dixie Chicken" (Lowell George, Fred Martin) – 3:55
2. "Two Trains" (George) – 3:06
3. "Roll Um Easy" (George) – 2:30
4. "On Your Way Down" (Allen Toussaint) – 5:31
5. "Kiss It Off" (George) – 2:56

Sida två:
1. "Fool Yourself" (Fred Tackett) – 3:10
2. "Walkin' All Night" (Paul Barrère, Bill Payne) – 3:35 (Sångare: Barrere, Payne)
3. "Fat Man in the Bathtub" (George) – 4:29
4. "Juliette" (George) – 3:20
5. "Lafayette Railroad" (George, Payne) – 3:40 (instrumental)

## Medverkande
- Paul Barrere – gitarr, sång (första albumet med gruppen)
- Sam Clayton – congas (första albumet med gruppen)
- Lowell George – sång, gitarr, koskälla, flöjt
- Kenny Gradney – bas (första albumet med gruppen)
- Richie Hayward – trummor, sång
- Bill Payne – klaviatur, synthesizer, sång